# Авоиули
Авоиули — письменность, используемая для языков рага, бислама, абма и других национальных языков Вануату.
Создана в конце XX века главой индигенистского движения Нация Турага — вождём Виралео Боборенвануа, как часть проекта сопротивления вестернизации и развития национальной культуры Вануату, на основе традиционных ритуальных вануатских рисунков на песке. На создание авоиули ушло 14 лет. Изначально создавалась для языка рага; название письменности происходит от слов этого языка авои («говорить о чём-то») и ули («рисунок»).
Письменность состоит из знаков для букв, цифр и специальных традиционных понятий, например, валют. Помимо знаков, соответствующих различным буквам латиницы, включает символы звуков, записываемых латиницей как ng и ngg. Используется, наравне с латиницей, в записях местного традиционного банка Тангбуниа (оперирующего только местными валютами: раковинами, кабаньими бивнями и так далее), расположенного на северо-востоке острова Пентекост; на бумажных купюрах тувату, на плакатах, в местных школах, в гравировках на камнях и даже в граффити. Алфавит авоиули приспособлен для написания без отрыва руки, в противовес печатным латинским буквам и современной тенденции к дискретизации.
Желающие изучить авоиули в «школе традиций» в Лаватманггему на северо-востоке Пентекоста обязаны оплатить обучение традиционными валютами (кабаньими бивнями и ковриками) в банке Тангбуниа.
Записи на авоиули делаются также бустрофедоном, при этом начертания букв отражаются относительно вертикальной оси.
По сообщению школьного учителя с острова Пентекост, составившего для авоиули несвободный TrueType-шрифт, на январь 2020 года изобретатель письменности вождь Виралео Боборенвануа, брошенный в 2015 году в тюрьму за конфликт с браконьерами, собиравшими трепангов на берегу Пентекоста, всё ещё находился в тюрьме, но обучение авоиули шло в паре других школ страны.

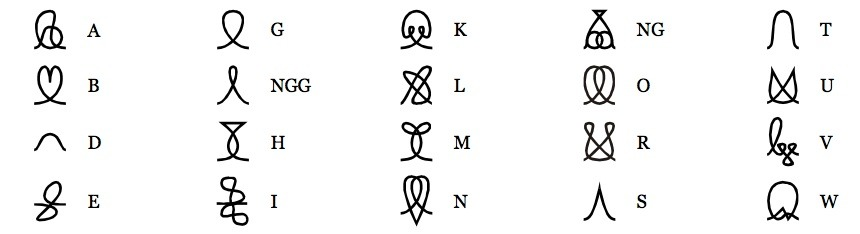
Буквы авоиули

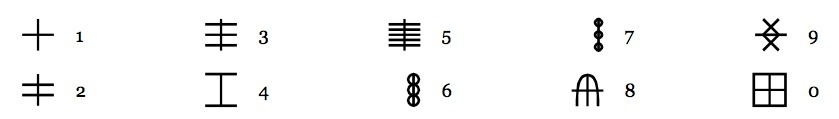
Цифры авоиули. Существуют также знаки для более крупных чисел